# فرنسيس فيتزباتريك
فرنسيس فيتزباتريك (بالإنجليزية: Francis Fitzpatrick)‏ هو عسكري أيرلندي، ولد في 1859 في مقاطعة موناغان في جمهورية أيرلندا، وتوفي في 10 يوليو 1933 في غلاسكو في المملكة المتحدة.